# Rangering
Rangering er en jernbaneterm der bruges for udførelsen af at samle vogne til en togstamme eller adskille togstammen ved at tage vogne ud af toget.
Begrebet stammer fra ordet rang, som også betyder ordning eller klasse. På den måde er toget tit ordnet på en måde så de vogne der skal af først på togturen, er bagerst i toget, vognene der sidst skal af toget, er oftest op mod lokomotivet. Dette kaldes også en oprangering.
Rangeropgaver varierer fra at tage vogne ud af en togstamme og sætte dem på sidespor, eller flytte dem over i andre togstammer, og ofte ved godstog køres vogne ud på industrielle sidespor som havne eller andre former for terminaler.
Ofte bruges der et rangerlokomotiv eller en rangertraktor, men strækningslokomotiverne kan også udføre rangeropgaven. Der skal mindst to jernbanearbejdere til at udføre en rangering, lokomotivføreren som kører lokomotivet, og en rangerleder som bestemmer hvordan rangeringen udføres og har evt kontakt til stationsbestyreren og en holdleder, hvis der udføres flere rangeringer ad gangen.
Kommunikationen mellem rangerleder og lokomotivfører kan foregå med håndsignaler, walkie-talkie eller mobiltelefon.
I Danmark rangeres der primært på følgende stationer: København H (togsæt og dobbeltdækkere), Høje Taastrup (S-tog og godstog ved DB Cargos terminal), Ringsted (biler ud til Autologik, og arbejdstog på rangersporene).
 Der er for få eller ingen kildehenvisninger i denne artikel, hvilket er et problem. Du kan hjælpe ved at angive troværdige kilder til de påstande, som fremføres i artiklen.